# Батрахотоксин
Батрахотоксин (від дав.-гр. βάτραχος дав.-гр. βάτραχος — «жаба» та τοξίνη — «отрута») — органічна сполука, найсильніша отрута та потужний кардіо- та нейротоксичний стероїдний алкалоїд, який міститься в шкірних залозах деяких родах жаб — дереволазових з листолазів (Phyllobates); дроздових мухоловок (пітогу) (Pitohui) та птахів. Нещодавно речовини з групи батрахотоксинів були виявлені у птахів Нової Гвінеї та в синьоголовки (іфрити) (Ifrita kowaldi), які отримують цю отруту при поїданні жуків Choresine pulchra; у самих птахів до цієї отрути виробився імунітет.
Структурно споріднені хімічні сполуки часто називають батрахотоксинами. У деяких жаб цей алкалоїд присутній переважно на шкірі. Такі жаби є одними з тих, що використовуються для отруєння дротиками. Протиотрута невідома.

## Фізико-хімічні властивості
Хімічна формула — C 31 H 42 N 2 O 6. Отрута має стероїдну структуру з кількома заступниками і є естером батрахотоксину. А з 2,4-диметилпіррол-З-карбоновою кислотою; батрахотоксин є дериватом стероїду прегніну.
Кристалічна речовина, розчинна в полярних органічних розчинниках, нерозчинна у воді. Розкладається в сильнолужних середовищах.

## Походження отрути

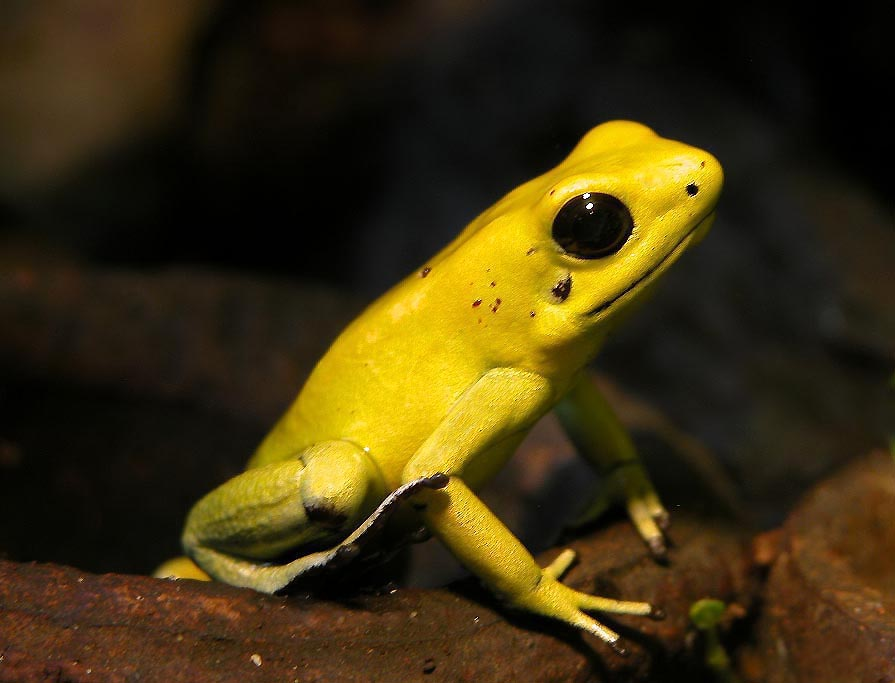
В одній особини може міститися до 500 мкг батрахотоксину.

З усіх дереволазів батрахотоксини було знайдено лише у п'яти видів роду листолазів (Phyllobates), три з яких мешкають у Колумбії. Найбільший вміст отрути зафіксовано у листолаза жахливого (Phyllobates terribilis), в одній особині може утримуватися до 500 мкг батрахотоксину, 300 мкг гомобатрахотоксину та 200 мкг батрахотоксину А.
До цього часу точно не встановлено, яким саме способом накопичується отрута в організмах дереволазів. За однією з версій, він може міститися в деяких специфічних продуктах, що поглинаються дереволазами в природному середовищі. У лабораторних умовах дереволази можуть втратити отруйні властивості. У 2004 році в Новій Гвінеї було виявлено вид жуків, які містять досить багато батрахотоксинів. За припущенням учених, дереволази цілком можуть харчуватися близькими родичами цих жуків, що зустрічаються в Колумбії, таким чином накопичуючи отруту в своєму організмі. За іншими версіями отрута може синтезуватися самими дереволазами або бактеріями-симбіонтами.

## Механізм дії
ЛД 50 — 0,002 мг/кг (миші, підшкірно), летальний кінець через 8 хвилин. Смертельна доза для людини становить 2 мкг.
Токсин повністю усуває інактивацію потенціалзалежного іонного каналу, так що він залишається відкритим скільки завгодно довго. Крім того, токсин зміщує потенціалзалежність активації каналу таким чином, що він відкривається при потенціалі спокою.
Має сильну кардіотоксичну дію, викликаючи екстрасистолію та фібриляцію шлуночків серця; властиво також паралітичну дію на дихальну мускулатуру, серцевий м'яз та м'язи кінцівок. Стійко і незворотно підвищує проникність мембрани нервових і м'язових клітин для іонів Na+, викликаючи падіння електричного потенціалу клітини. При цьому клітина більше не може передавати нервові імпульси.
Потрапляючи в кров через слизову оболонку, рану або тріщину в шкірі, отрута викликає аритмію (екстрасистолію), що веде до зупинки серця, в результаті якої настає летальний кінець. Отрута настільки сильна, що досить просто торкнутися шкіри жаби листолаза, щоб отримати смертельне отруєння.
Ефективної протиотрути не знайдено. Сильний антагоніст — тетродотоксин (приблизно в 10 разів поступається батрахотоксину за отруйністю, хоча так само смертельний).
При комбінації з отрутою скорпіону токсичність отрути підвищується 12 раз.

## Історія
Батрахотоксин був відкритий Фріцем Меркі та Бернхардом Віткопом у Національному інституті артриту та метаболічних захворювань Національного інституту охорони здоров'я в місті Бетесда штату Меріленд у США. Меркі та Віткоп відокремили сильнодіючу токсичну фракцію алкалоїдів від Phyllobates bicolor (листолаз двоколірний) і визначили її хімічні властивості в 1963 році. Вони виділили чотири основні токсичні стероїдні алкалоїди, включаючи батрахотоксин, ізобатрахотоксин, псевдобатрахотоксин і батрахотоксинін А. Через складність поводження з таким потужним токсином і мізерну кількість, яку можна було зібрати, комплексне визначення структури було здійснити практично не можливо. Оскільки при транспортуванні отрута загиблих тварин руйнувалася, учасницею експедиції Мартою Летам було розроблено метод екстракції отрути в польових умовах. Дослідження дозволили виділити 4 основні компоненти отрути (батрахотоксин, гомобатрахотоксин, псевдобатрахотоксин і батрахотоксин А), а потім була вивчена структура та властивості цих речовин. Такаші Токуяма, який приєднався до дослідження пізніше, перетворив одну з споріднених сполук, батрахотоксинін А, на кристалічну похідну, і її унікальну стероїдну структуру було розкрито за допомогою методів рентгеноструктурного аналізу в 1968 році. Коли порівняли Спектр мас та ЯМР-спектроскопію батрахотоксину та похідних батрахотоксину А, вченим стало зрозуміло, що вони мають однакову стероїдну структуру і що батрахотоксин був батрахотоксином А з єдиним додатковим пірольним фрагментом. Насправді батрахотоксин вдалося частково гідролізувати за допомогою гідроксиду натрію в матеріал з ідентичними ТШХ і кольоровими реакціями, як батрахотоксинін А. Структура батрахотоксину була встановлена в 1969 році шляхом хімічної рекомбінації обох фрагментів. Батрахотоксинін А був синтезований Мічіо Куросу, Лоуренсом Р. Марсіном, Тімоті Дж. Грінштайнером та Йосіто Кіші в 1998 році.

## Хімічний синтез
У 1998 році вчені з Гарвардського університету розробили схему часткового синтезу батрахотоксину, що включала більше 40 стадій. Синтез дозволяв отримати безпосередній попередник батрахотоксину (тобто, батрахотоксин А) у вигляді рацемату.
У 2016 році хіміки зі Стенфордського університету виконали повний синтез батрахотоксину. Розроблена ними схема повного синтезу більш досконала (складається з 25 стадій) і, крім того, є стереонаправленою (дозволяє отримувати окремо обидва дзеркальні ізомери).

## Застосування
Індіанці Південної Америки змащували отрутою стріли для духових трубок перед полюванням, проводячи наконечником по спинах дереволазів. Смерть жертви наступала через 4-8 хвилин після влучання однієї стріли.

## Загальна та цитована література
- Daly, J. W.; Witkop, B. (1971). Chemistry and Pharmacology of Frog Venoms. У Bücherl, W.; Buckley, E. E.; Deulofeu, V. (ред.). Venomous Animals and Their Venoms. Т. 2. New York: Academic Press. LCCN 66014892. OCLC 299757.